# Dmitrijewskoje (spasskij sielsowiet, rejon wołogodzki)
Dmitrijewskoje (ros. Дмитриевское) – wieś w Rosji, w rejonie wołogodzkim obwodu wołogodzkiego. W 2010 r. liczyła 10 mieszkańców.